# Chany Mallo
Chany Mallo (Esquel, 22 de enero de 1927 - La Plata, 6 de enero de 2004) fue una actriz argentina.

## Biografía
Sara Adela Algañaraz de Mallo más conocida como "Chany Mallo", nació en Esquel, provincia de Chubut, Argentina el 22 de enero de 1927. Fue una talentosa actriz de teatro, cine y televisión de gran personalidad y presencia escénica con una vasta trayectoria. A lo largo de su carrera supo hacer comedia y drama con gran ductilidad interpretando destacados papeles en el arte dramático nacional junto a grandes figuras del teatro, cine y televisión.
Inició su carrera actoral a principios de los años 60 en el emblemático Teatro La Lechuza considerado como grupo paradigmático del Teatro Independiente de La Plata caracterizado por un repertorio de clara orientación de la vanguardia europea incluyendo desde el teatro del absurdo de Eugene Ionesco al realismo norteamericano de Arthur Miller y autores argentinos contemporáneos.
Bajo el seudónimo de María Milton en sus inicios, participó de puestas en escena como “La Cantante Calva”, “La Lección” y “Víctimas del Deber”, de Eugene  Ionesco, “Fiebre de heno” de Noel Coward, y ‘El Malentendido’ de Albert Camus; entre otras obras teatrales dirigidas por Lisandro Selva. Formada en el método Stanislawsky, integró elencos que se presentaban en el Almacén San José y la Sala Discepolo en la ciudad de La Plata. 
Como tantos otros artistas vocacionales de la época, trabajó fuera del ámbito cultural desempeñándose como asistente social en la Dirección de Minoridad de la Provincia de Buenos Aires y como secretaria administrativa en el Departamento de Ciencias de la Educación de la Facultad de Humanidades de la Universidad Nacional de La Plata. Declarada “prescindible” durante la dictadura en Argentina, emigró a Europa a fines de los años 70. 
Regresó de España en 1982 y se radicó en Buenos Aires donde consolidó su carrera artística como Chany Mallo, formando parte del Grupo teatral liderado por el director Agustín Alezzo. Estrenó varias obras en el recordado ciclo Teatro Abierto, participó en varias películas y diversos ciclos de televisión hasta el año 2003.
Trabajó en el ciclo Sabor a mi hasta poco antes de su fallecimiento el 6 de enero de 2004 en la ciudad de La Plata.

## Cine
Debutó en 1984 con Los chicos de la guerra en el papel de la "vicedirectora" junto a Alfonso De Grazia, Tina Serrano, Marta González y Héctor Alterio.
En 1985 hizo la película dramática Tacos altos con Susú Pecoraro, Miguel Ángel Solá y Julio De Grazia.
En 1987 vuelve con Prontuario de un argentino acompañado de otros grandes como Héctor Calori, Virginia Lago y Arturo Puig.
Al año siguiente vino Sur, un film dramático argentino interpretado por Susú Pecoraro y Miguel Ángel Solá con el papel de La mère de Floreal.
En 1999 trabajó en un cortometraje junto a Enrique Pinti titulado El llamado de las SEIS.
Falleció en La Plata el 6 de enero de 2004, y sus restos fueron depositados en el panteón del clero del cementerio local.

## Televisión
- 1983: Compromiso (episodio: Elegimos vivir) junto a Ana María Campoy, Ricardo Darín, Susú Pecoraro, Marcos Zucker y Leonor Manso, entre otros.
- 1985: María de nadie, protagonizada por Grecia Colmenares y Jorge Martínez, con su personaje de Matilde.
- 1985: Cuentos para ver con Carlos Carella, Flora Steinberg, Miguel Ligero y Tony Vilas, emitido por ATC.
- 1987: Tu mundo y el mío con Susana Lanteri, Daniel Guerrero, Víctor Bruno, entre otros.
- 1988: De carne somos interpretando al entrañable personaje de Doña Angelita, la madre de Guillermo Francella. Se hizo reconocida por sus célebres frases "nene, me agarra la clorosis"; "no veo, no veo" y "ay nene, qué disgusto", "veo las olitas" y "me viene la repentina".
- 1989: Las comedias de Darío Vittori (episodio n.º 7: Mi cuñado se las trae) como Doña Catalina, junto a Darío Vittori, Beatriz Taibo, Pablo Codevilla y Sandra Villarruel.
- 1990: Amándote II en el papel de Carmen, protagonizada por Arnaldo André y Lupita Ferrer.
- 1994: Montaña rusa, junto a Nancy Duplaa y Gastón Pauls.
- 1996: Alén, luz de luna como Celina Carransa L., con Gustavo Bermúdez, Silvia Montanari y Héctor Alterio.
- 1997: Naranja y media en el papel de María, la madre de Diógenes "Coco" Pupato (Marcelo Mazzarello), junto a Millie Stegman, Guillermo Francella y Verónica Vieyra.
- 1999: Trillizos, dijo la partera continúa en el rol de madre predilecta de Guillermo Francella, la señora Asunta de Scarpelli, esta vez acompañado por Laura Novoa, y emitiéndose por la tardes de Telefé.
- 1998,  1999 y 2000: Verano del 98 en el papel de Victoria Vázquez, la esposa de Tincho Zabala; madre de Graciela Tenenbaum y abuela de Dolores Fonzi, Tomás Fonzi, Romina Richi y Celeste Cid.
- 2001: PH, propiedad horizontal como Mamina Fernández.
- 2003: Máximo corazón como "La madre superiora".
- 2003: Sabor a mí junto a Maru Botana, y emitido por telefé.[1]

## Teatro
Esta versátil actriz dio sus primeros pasos escénicos de la mano del legendario Lisandro Selva, en el viejo Teatro La Lechuza. Algunos de sus espectáculos teatrales fueron :
- El sostén de la familia.
- El malentendido.
- Víctimas del deber.
- En boca cerrada.
- La casita de los viejos (1982).
- No hay nada más triste que un payaso muerto (1983) con el personaje de Mamá O junto a Claudio Gallardou.
- Sabor a miel.
- Lo que no fue.
- Doña Clorinda la Descontenta.
- De carne somos (obra teatral, 1989).
- Crónica de la caída de uno de los hombres de ella.
- Mariana Pineda de Federico Garcia Lorca (1995) junto a Virginia Lago y Marcelo Alfaro[2]
- Hermanas siamesas (1999) junto a Livia Fernán.[3]
- Caídos del cielo.[4]

## Premios
- En 1967, obtuvo el premio a la Mejor Actriz en el Certamen Nacional de Teatros Independientes con la obra “Victimas del Deber” de Eugene Ionesco, bajo la dirección de Lisandro Selva quien obtuvo también el premio “a la mejor Dirección”.

- En 1985 fue galardonada con el Premio Estrella de Mar a la labor femenina en la puesta “En boca cerrada” de Juan Carlos Badillo, bajo la dirección de Claudio Gallardou.[5]